# Suicide de François de Grossouvre

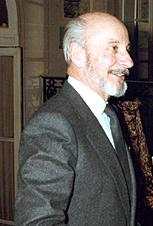
Francois de Grossouvre

Le suicide de François de Grossouvre est un événement politique majeur du second septennat de François Mitterrand, qui voit François de Grossouvre, ami de longue date du président de la République et écarté du pouvoir depuis quelques années, se donner la mort le 7 avril 1994 dans son bureau du palais de l'Élysée.

## Contexte

### Un proche de longue date
François de Grossouvre est un compagnon de route de longue date du Président Mitterrand. Dès son élection en 1981, il est installé dans un bureau du palais de l'Élysée, où il occupe diverses fonctions, notamment en rapport avec la protection de Mazarine Pingeot, fille cachée du président, ou avec la Françafrique.

### Une détérioration des relations avec le président
À partir du milieu des années 1980, sa relation avec François Mitterrand se détériore, et il se marginalise progressivement du pouvoir. Il quitte ses fonctions de chargé de mission de l'Élysée en 1985 pour devenir conseiller international des avions Marcel Dassault (1985-1986), mais il conserve son bureau à l'Élysée, en sa qualité de président du Comité des chasses présidentielles. Il conserve également ses secrétaires et gardes du corps du GIGN, avec le budget correspondant. Édouard Balladur rapporte que François Mitterrand reconnaît que ses relations avec Grossouvre s'étaient distendues avec le temps.
Sa mise à l'écart du pouvoir et son désespoir qui s'ensuit créent une tension croissante entre Grossouvre et François Mitterrand. Dans Dernières volontés, derniers combats, dernières souffrances, Pierre Péan indique que le responsable des chasses faisait tout pour diffamer le président Mitterrand. François de Grossouvre était dégoûté par l'affairisme de certains proches du président comme Patrice Pelat et certains socialistes arrivés au pouvoir. Il serait allé, indique l'enquêteur, jusqu'à proposer ses services à Jacques Chirac en 1988 via Omar Bongo. Ce dernier, outré d'une pareille trahison, n'aurait pas donné suite. Durant les derniers mois de sa vie, François de Grossouvre invitait régulièrement des journalistes, comme Edwy Plenel, pour leur faire des confidences sur les dérives du pouvoir mitterrandien.

## Mort

### Circonstances
Dans les jours qui précèdent son suicide, François de Grossouvre fait montre de plaintes incessantes, de sautes d’humeur, et de paranoïa. Raphaëlle Bacqué note qu'« il suffit que l’une de ses innombrables armes de chasse s’enraye pour qu’il s’imagine qu’on veut l’abattre », et qu'il enchaîne les pompes et séances d'exercices physiques pour se prouver que la vieillesse ne peut pas encore le terrasser.
Le 6 avril 1994, comme d’ordinaire, quatre fois par semaine vers 19 h 30, entre un quart d’heure et une demi-heure, Grossouvre voit le président François Mitterrand. Vers midi le lendemain, déjeunant avec son fils Patrick, Grossouvre lui parle de ses rapports avec la présidence française : « Non seulement il m’écoutait, mais maintenant il me fait suivre ». Grossouvre rejoint sa maîtresse Nicole à son appartement au palais de l'Alma, au 11 quai Branly, où résident juste au-dessous Anne Pingeot et sa fille Mazarine.
Peu avant 16 h, il regagne son bureau à l'Élysée. Il a prévu de dîner avec sa maîtresse Nicole, chez Georges Rawiri, ancien vice-Premier ministre gabonais. II fait envoyer à 18 h un bouquet de fleurs à la maîtresse de maison avec un petit mot : « Chers amis, je me réjouis d'être avec vous ce soir ».
Vers 17 h, il demande à celui qui occupe le bureau en face du sien, Christian Nique, conseiller à l'Éducation au Palais, s'il accepterait de recevoir son plus jeune fils, Henri, qui cherche encore sa voie. Nique accepte et repart du bureau après que Grossouvre a achevé une diatribe contre Mitterrand.
Entre 17 h 20 et 18 h 20, il reçoit son ami le docteur Jean Soubielle qui le trouve déprimé, « dans un état épouvantable », et évoque le suicide. Il lui parle du suicide de Pierre Bérégovoy, et dit à Soubielle : « Si on veut se suicider, comment s'y prendre ? Je veux savoir, tu comprends Jean ? ». Il fait avec la main le geste du suicide avec un pistolet, lui demandant quelle position est la plus efficace. Avant de quitter son vieux compagnon, Grossouvre le serre dans ses bras en lui donnant un petit insigne de chasse.
Inquiet des sous-entendus mortifères de Grossouvre, Soubielle demande à Anne Lauvergeon de lui faire parler au Président. Elle accepte ; Soubielle lui dit qu'il trouve Grossouvre mal en point et parlant de suicide. Mitterrand fait rappeler le médecin de l'Élysée pour qu'il parle avec Grossouvre.
À l'Alma, Nicole constate que le revolver de Grossouvre a disparu du tiroir où il le rangeait. Selon Jean Montaldo, elle l’appelle sur sa ligne directe à l’Élysée entre 18 h 15 et 18 h 30. Il décroche. Elle le supplie de ne pas commettre l’irréparable. Elle contacte Patrice Jaran, le chauffeur de François de Grossouvre, grâce au téléphone installé dans la voiture et le presse de monter au bureau mais Grossouvre lui assure qu'il va bientôt descendre. À 18 h 35, Madame Trevelin, secrétaire de Grossouvre, quitte son bureau.

### Découverte du corps
Vers 19 h 30,, Patrice Jaran et Daniel Cerdan, son garde du corps, l'attendent pour l'emmener à son dîner, auquel il est déjà en retard. Cerdan décide de remonter dans son bureau pour l'avertir de son retard. Il entre et le découvre mort, assis dans son fauteuil, tenant dans sa main droite un Manurhin MR 73 de calibre .357 Magnum offert par son ami et subordonné Christian Prouteau dix ans auparavant. L'arme a été modifiée et redessinée selon les plans de Prouteau. Le haut de son crâne est emporté, il y a « du sang partout, des éclats de cerveau, sur le bureau, sur les murs et jusqu'au plafond ».
Le directeur de cabinet du Président, Pierre Chassigneux, arrive à son tour en courant, accompagné de deux gendarmes du Groupe de sécurité de la présidence de la République. Le médecin militaire du président, Claude Kalfon, est appelé en urgence. Michel Charasse prend le contrôle de la situation en faisant appeler le préfet de police, et ordonne à tous de laisser la pièce en état pour qu'une enquête puisse être menée en bonne et due forme, procédure habituelle en cas de décès par arme à feu.
Un gendarme du GSPR, ou une secrétaire du président , alerte François Mitterrand en se précipitant dans son bureau à 20 h 15, alors qu'il se prépare à dîner avec Françoise Héritier, Didier Sicard et Jack Lang. Vers 21 h, la police commence l'enquête, trouve la balle fichée profondément dans le plafond, relève les empreintes et procède au prélèvement de poudre sur les mains du cadavre. Le corps est transporté à l’Institut médico-légal, le bureau est scellé.
Peu après 23 h, un communiqué de la présidence de la République annonce la mort de François de Grossouvre. C'est la première fois dans l'histoire de la République qu'un collaborateur du chef de l'État se donne la mort dans le palais présidentiel.
Avant minuit, Cerdan et les hommes du GSPR, chargés de sécuriser l’appartement à l’Alma, y trouvent Nicole en pleurs. Ils déménagent Nicole et ses affaires à son appartement.

## Conséquences

### L'enquête judiciaire
L'enquête judiciaire conclut au suicide, François de Grossouvre s'étant tiré une balle de bas en haut, après avoir placé le canon sous son menton.
Le rapport d'autopsie précise que le corps présentait « une luxation avant de l'épaule gauche et une ecchymose à la face », ce qui est compatible avec le suicide. Cela peut s'expliquer par le recul provoqué par le tir du 357 Magnum qui a projeté son corps contre la console téléphonique installée derrière son fauteuil.
Certains proches de François Mitterrand et des journalistes ayant connu François de Grossouvre décrivent celui-ci comme étant, dans les mois précédant sa mort, dépressif, ne supportant pas le fait de vieillir et vivant mal sa progressive mise à l'écart du pouvoir. C'est la thèse que soutiendront notamment le docteur Claude Gubler, médecin du président, dans son livre Le Grand Secret et Pierre Favier et Michel Martin-Roland dans La Décennie Mitterrand, tome 4,.
La journaliste du Monde, Raphaëlle Bacqué revient, dans Le Dernier Mort de Mitterrand, sur le parcours de François de Grossouvre, sa relation avec Mitterrand et sa mort. Après avoir mené une enquête et avoir interrogé une cinquantaine de personnes (anciens ministres, collaborateurs, gardes du corps…), elle affirme n'avoir trouvé aucune preuve d'un assassinat. Elle détaille aussi la façon dont l'Élysée, pris de panique, songea d'abord à faire transporter le corps à l'extérieur (au point d'appeler une ambulance militaire), puis envoya les gendarmes du GSPR quai Branly — où François de Grossouvre vivait — afin de le fouiller avant l'arrivée de la police judiciaire et de son directeur Claude Cancès. Sa famille proche conteste fermement les interprétations de cette journaliste.

### Hommages
Le suicide de François de Grossouvre fait l'objet d'une polémique médiatique. Certains tentent de minimiser l'événement en le ramenant au rang de simple fait divers, alors que d'autres font le lien entre l'acte tragique et les affaires de l'État que François de Grossouvre a eu à connaître lors de son passage à l'Élysée, voire les affaires d'État qu'il aurait pu révéler, ou encore les affaires de famille et les secrets par lesquels il était lié (l'existence de Mazarine Pingeot ne sera révélée au grand public que quelques mois plus tard).
Les obsèques de François de Grossouvre sont célébrées le 11 avril 1994 en l’église Saint-Pierre de Moulins (Allier), où parmi les quelque 400 personnes de l'assemblée, on compte le président de la République François Mitterrand, l’ex-président du Liban Amine Gemayel, des représentants consulaires du Maroc et du Pakistan et les anciens ministres socialistes Pierre Joxe, Louis Mexandeau et René Souchon.
L'inhumation au cimetière de Lusigny se déroule dans l'intimité familiale avec Amine Gemayel aux côtés de la famille et en présence, non souhaitée par la famille du défunt, du président de la République.

## Polémique sur les circonstances du décès
Plusieurs anti-mitterrandiens virulents ont défendu la thèse d'un assassinat à la suite de la mort de François de Grossouvre. C'est le cas du journaliste d'investigation et écrivain Jean Montaldo, dans Mitterrand et les 40 voleurs, ainsi que du capitaine Paul Barril, dans Guerres secrètes à l'Élysée.
Les éléments qui étayent cette version sont les suivants :
- l'absence d'enquête sérieuse, notamment auprès des personnes présentes ce soir-là à l'Élysée ;
- la disparition de la totalité de ses notes au président de la République, de nombreuses autres archives et surtout du manuscrit de « souvenirs » que François de Grossouvre rédigeait ;
- la luxation de l'épaule gauche de la victime, découverte lors de l'autopsie, qui est compatible avec l'hypothèse d'un coup de feu contraint et incompatible avec le fait que l'arme a été trouvée dans la main droite de Grossouvre ;
- la dégradation continue des relations entre la victime et François Mitterrand ;
- des remarques de François de Grossouvre vers la fin de sa vie affirmant qu'il se sentait menacé : « ils vont me tuer... » ;
- les deux suicides durant le second septennat de Mitterrand : Pierre Bérégovoy, le capitaine Pierre-Yves Guézou.

Cependant, ces éléments sont en contradiction avec les éléments du livre publié par Raphaelle Bacqué, dont les interprétations sont fermement rejetées par la famille de Grossouvre  :
- une enquête sérieuse a bien été organisée, et ce dans l'heure qui a suivi la découverte du corps[4] ;
- Grossouvre avait déclaré avoir arrêté de rédiger ses mémoires[4], se tournant plutôt vers des journalistes ;
- la luxation de l'épaule gauche de la victime est compatible, comme le rapport d'autopsie le remarquait, avec un suicide ;
- la paranoïa de Grossouvre à la fin de sa vie, qui se sentait épié partout où il allait[1],[4] ;
- enfin, les deux suicides du septennat de François Mitterrand ne constituent pas des preuves d'un assassinat de François de Grossouvre.